# Roi Sheng de Chu
Le Roi Sheng de Chu (chinois : 楚聲王 ; pinyin : Chǔ Shēng Wáng), (???-402 av. J.C),est le quinzième Roi de l'état de Chu. Il règne de 407 a 402 av J.C., au début de la Période des Royaumes combattants de l'histoire de la Chine. Son nom de naissance est Xiong Dang (chinois traditionnel : 熊當), "Roi Sheng" étant son nom posthume.
Le roi Sheng  succède à son père le Roi Jian de Chu, qui meurt en 408 av J.C. Il règne pendant 6 ans, avant d’être tué par des bandits. C'est son fils, le Roi Dao de Chu, qui monte sur le trône après son décès.